# Ophiopogon jaburan
Ophiopogon jaburan är en sparrisväxtart som först beskrevs av Philipp Franz von Siebold, och fick sitt nu gällande namn av Conrad Loddiges. Ophiopogon jaburan ingår i släktet Ophiopogon och familjen sparrisväxter. Inga underarter finns listade i Catalogue of Life.

## Bildgalleri

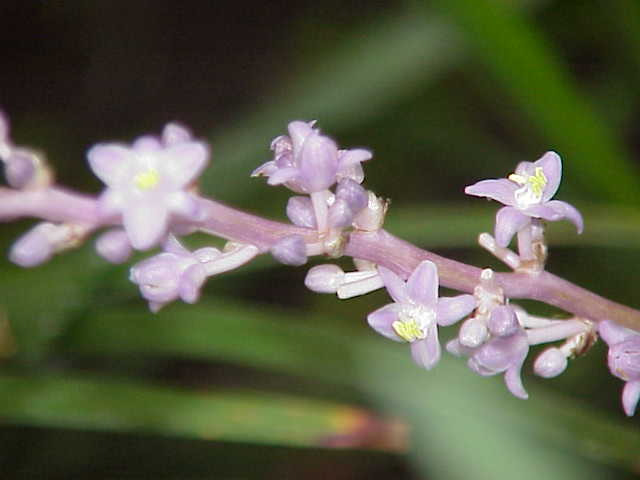
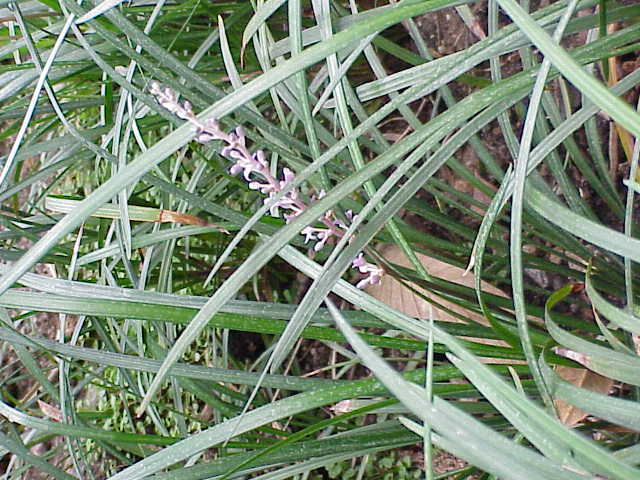
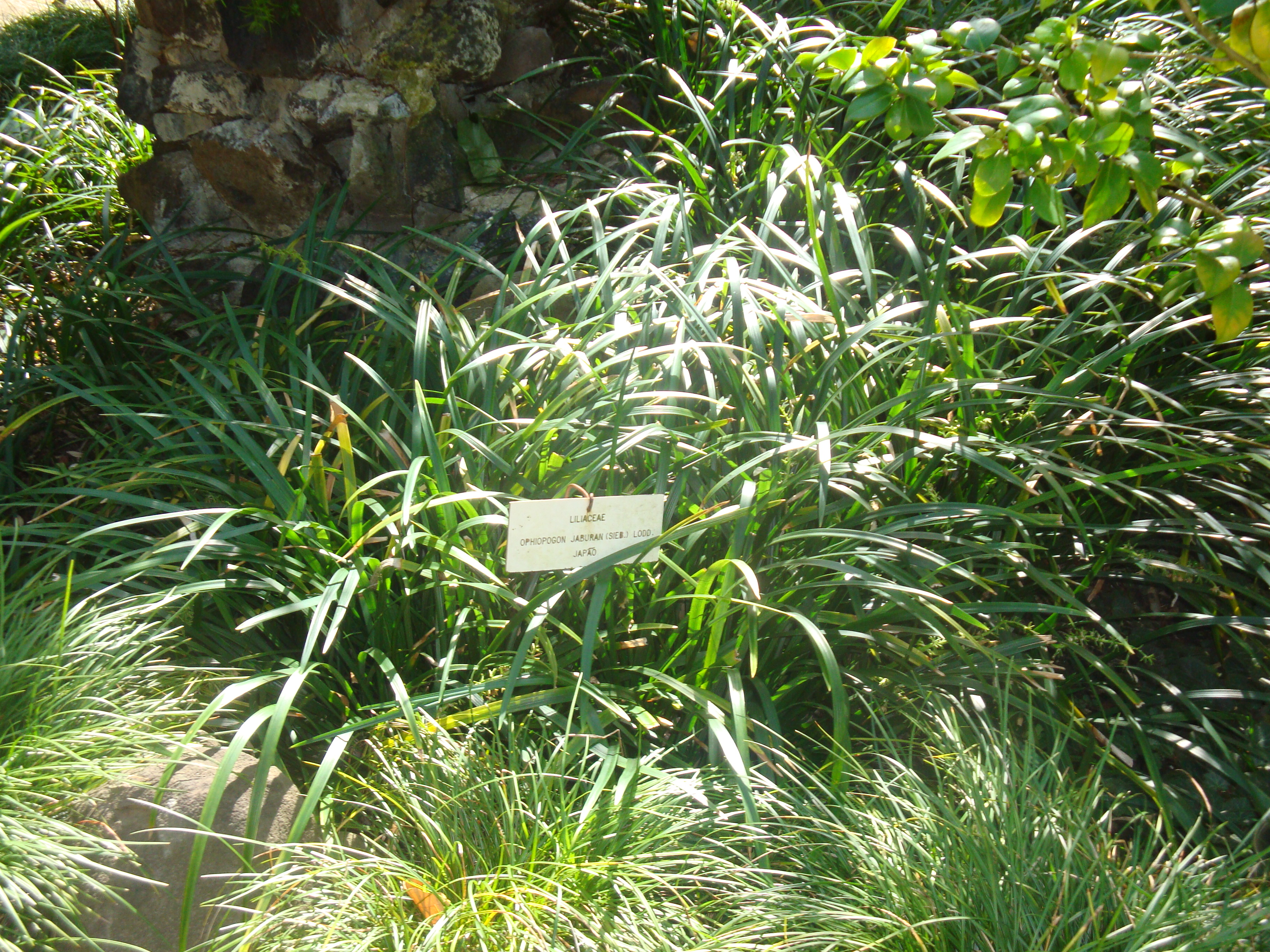